# Pont Arthur-Ravenel

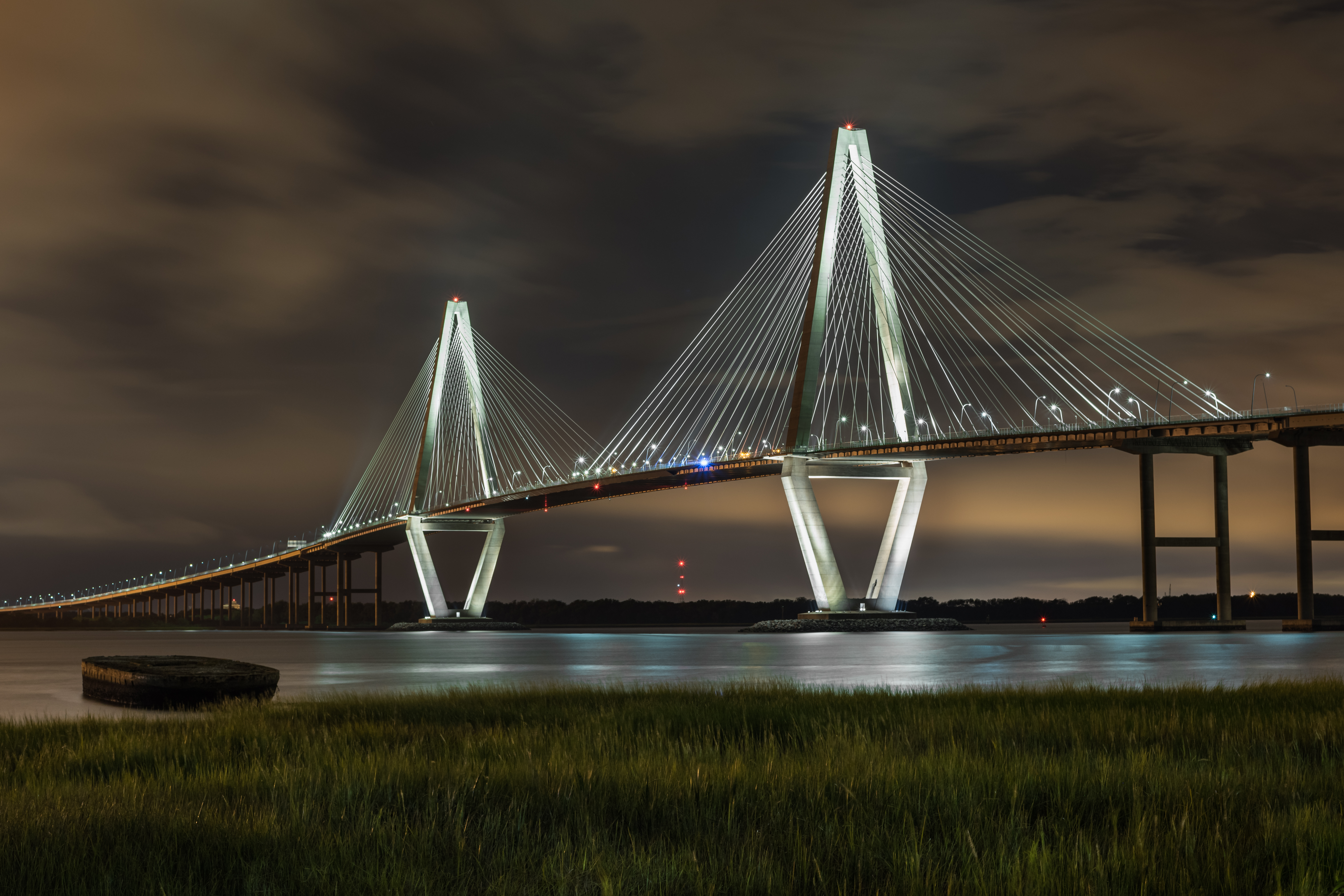
Vue nocturne du pont Arthur-Ravenel prise depuis Point Pleasant (Caroline du Sud) en direction du nord-ouest.

Le pont Arthur-Ravenel-Jr. est un pont à haubans sur la rivière Cooper en Caroline du Sud, aux États-Unis, reliant le centre-ville de Charleston à Mount Pleasant. Le pont à huit voies satisfait au trafic de la route 17 des États-Unis. Il a été inauguré en 2005 pour remplacer deux ponts cantilever obsolètes. Le pont a une portée principale entre les deux pylônes de 471 mètres. C'est le troisième plus long des ponts à haubans de l'hémisphère occidental. Il a été construit en utilisant la méthode de  conception-construction et a été conçu par la firme Parsons Brinckerhoff.

## Source
- (en) Cet article est partiellement ou en totalité issu de l’article de Wikipédia en anglais intitulé « Arthur Ravenel Jr. Bridge » (voir la liste des auteurs).